# 科德維爾 (麻薩諸塞州)
科德維爾（英語：Cordaville）是位於美國麻薩諸塞州烏斯特縣的一個普查規定居民點。

## 人口
根據2020年美國人口普查的數據，科德維爾的面積為4.71平方千米，當中陸地面積為4.70平方千米，而水域面積為0.01平方千米。當地共有人口2703人，而人口密度為每平方千米573.89人。